# Mr. Twister
Mr. Twister in Elitch Gardens (Denver, Colorado, USA) war eine Holzachterbahn des Herstellers Philadelphia Toboggan Coasters mit der Seriennummer 132, die 1965 eröffnet wurde. Am 1. Oktober 1994 wurde die Bahn geschlossen, als der Park verlegt wurde, stand aber noch bis Ende Januar 1999 im Park.
Zur 1965er Saison wurde die Bahn umgebaut und mit einem höheren und steileren First Drop, einer doppelten Helix, extremeren Kurven und einem versteckten Tunnel ausgestattet. Danach erreichte die 920,5 m lange Strecke eine Höhe von 29,4 m. Der neue First Drop war 24,4 m hoch und besaß ein Gefälle von 45°. Die Züge erreichten eine Höchstgeschwindigkeit von 80,5 km/h.

## Züge
Mr. Twister besaß zwei Züge mit jeweils fünf Wagen. In jedem Wagen konnten vier Personen (zwei Reihen à zwei Personen) Platz nehmen.

## Nachfolgebahn
Am neuen Standort des Elitch Gardens wurde mit Twister II eine dem Original nachempfundene Bahn erstellt.